# 垂水漁港
座標: 北緯34度37分32秒 東経135度3分10秒 / 北緯34.62556度 東経135.05278度
垂水漁港（たるみぎょこう）は、兵庫県神戸市垂水区にある漁港である。

## 概要
現在の垂水区に相当する地域の中央には福田川が流れていて、奈良時代から垂水郷と呼ばれていた。1445（文安2）年の記録に垂水港への言及があり、福田川の河口に湊があったと考えられている。
近世から明治中期までは、垂水郷は福田川沿いの農業と瀬戸内海での沿岸漁業が行われてきた。特に太平洋戦争以降、都市化が急速に進んで農地は消えていったが、漁業は続けられ、漁協の主導で垂水区を流れる天神川と福田川の河口付近では埋め立てて漁業地区が整備された。
事業は1963（昭和38）年にはじまり、 1974年（昭和49年）11月に完成した。これにより33,000m2の港湾用地がうまれ、260隻の漁船の収容能力と、水産加工施設が整備した。
阪神地区という大消費地に近接する漁業専用港として、瀬戸内海全域をはじめ、四国・九州からも活魚を運ぶ漁船が集まり、大阪湾・播磨灘における最大の漁港へと成長した。
明石市の林崎漁港とともに春はイカナゴ漁が盛んである。